# Marte 5NM
Marte 5NM foi a designação de uma missão não tripulada, planejada para meados da década de 70 pela União Soviética como parte do Programa Marte.
A Marte 5NM seria a primeira tentativa do escritório de projetos NPO Lavochkin (OKB-301) em projetar e lançar uma missão de retorno de amostras do solo marciano. O projeto e o desenvolvimento transcorreram entre 1970 e 1974. O módulo aterrissador era imenso. Com 10 m de altura e 11 de envergadura total, pesava 20 toneladas. Para conduzir a espaçonave ao seu destino, os técnicos contavam com a prontidão do foguete N1, o que acabou não acontecendo.
A missão era penetrar na atmosfera marciana, pousar suavemente, escavar por algumas amostras de forma automatizada, e impulsionar uma capsula de retorno de 13 kg de volta à Terra. A duração prevista da missão era de 970 dias, iniciando com o lançamento em Setembro de 1975. Com o cancelamento do projeto do foguete N1 em 1974, esse projeto também não foi adiante.